# Đình Chẩn
Đình Chẩn (Giuse Trần Văn Đỉnh; sinh năm 1983) là một linh mục người Việt Nam thuộc Giáo hội Công giáo Rôma người Việt Nam. Ông được biết đến với vai trò là dịch giả và nhà thơ trong lĩnh vực văn thơ Công giáo. Ngoài vai trò dịch giả, với tư cách là linh mục, ông hiện đảm trách các giáo vụ Chánh Văn phòng Tòa Giám mục, Trưởng Ban Truyền thông và Thư ký Văn phòng bảo vệ trẻ vị thành niên và người dễ bị tổn thương của Giáo phận Phát Diệm.

## Tiểu sử
Linh mục Trần Văn Đỉnh (bút danh Đình Chẩn) sinh năm 1983, theo giấy tờ chính thức của ông. Trên thực tế, năm sinh của ông bị khai báo trễ vì lý do ông được cho đi học muộn [hơn bạn bè đồng trang lứa]. thân phụ là ông Giuse Trần Văn Hoàng (1936–2020) và thân mẫu là bà Anna Phạm Thị Luyện, có nguyên quán giáo họ Đồng Đắc, giáo xứ Hướng Đạo, giáo phận Phát Diệm. Gia đình cư ngụ tại Giáo họ Trị Sở, giáo xứ Nam Biên, giáo phận Phát Diệm.
Cậu Trần Văn Đỉnh giúp việc tại Tòa giám mục Phát Diệm, và đã hỗ trợ các du khách tham quan công trình Nhà thờ Phát Diệm. Năm 2008, chủng sinh Trần Văn Đỉnh được cử học tiếng Ý tại Trung tâm Dante-Hà Nội. Song song trong thời gian này, ông cũng học dự thính tại khoa tiếng Ý tại Đại học Hà Nội. Sau một năm theo học tiếng Ý, chủng sinh Đỉnh được cử đi học tại Đại học Giáo hoàng Urbaniana, Rôma. Ông đã theo học tại đây trong vòng tám năm. Linh mục Đình Chẩn được thụ phong chức Phó tế vào ngày 25 tháng 2 năm 2018, và được phong chức linh mục sau đó vào ngày 30 tháng 8 cùng năm tại Nhà thờ chính tòa Phát Diệm. Linh mục Đỉnh, cùng linh mục Phaolô Nguyễn Tất Ứng đã phụ trách vai trò kỹ thuật trong việc tổ chức thỉnh ý hiệp hành vào năm 2022 (trong khuôn khổ Thượng Hội đồng Giám mục về tính Hiệp Hành).
Linh mục Trần Văn Đỉnh hiện là Trưởng Ban Truyền thông Giáo phận Phát Diệm, nhiệm kỳ 2022-2025, theo sự bổ nhiệm của Tổng giám mục Giuse Nguyễn Năng, Giám quản Tông Tòa vào cuối đợt tĩnh tâm linh mục tháng 10 năm 2022. Với tư cách trưởng ban truyền thông của Giáo phận Phát Diệm, linh mục Đình Chẩn đã tham gia vào phái đoàn của Giáo phận Phát Diệm đến Tòa Tổng giám mục Sài Gòn để chào thăm và thực hiện cuộc phỏng vấn với giám mục tân cử của giáo phận, Phêrô Kiều Công Tùng vào cuối tháng 3 năm 2023. Ông cũng là giáo sư thỉnh giảng tại Đại chủng viện Đức Mẹ Vô nhiễm Nguyên tội, Bùi Chu, giáo phận Bùi Chu.
Linh mục Trần Văn Đỉnh là một trong bốn đại diện được Hội đồng Giám mục Việt Nam giới thiệu tham dự khóa tập huấn do Văn phòng Truyền thông Xã hội, Liên Hội đồng Giám mục Á Châu (FABC-OSC) và các chuyên gia ngôn ngữ từ SIL International đồng tổ chức để tập huấn về cách dịch thuật các văn bản mục vụ Công giáo. Khóa tập huấn kéo dài từ ngày 4 đến ngày 10 tháng 6 năm 2024 tại Trung tâm Chăm sóc Mục vụ Camillô, Bangkok, Thái Lan.
Ngày 18 tháng 6 năm 2024, Giáo phận Phát Diệm thuyên chuyển linh mục, trong đó thuyên chuyển hai linh mục Chưởng ấn và Chánh Văn phòng Tòa Giám mục. Thông báo không công bố các linh mục kế nhiệm các vị trí này. Trong văn thư thông báo của Tòa giám mục Phát Diệm vào tháng 8 năm 2024, linh mục Trần Văn Đỉnh ký tên với chức danh Quyền Chưởng ấn. Trong văn thư về việc thành lập Văn phòng bảo vệ trẻ vị thành niên và người dễ bị tổn thương của Giáo phận Phát Diệm, theo Tự sắc Các con là Ánh sáng Thế gian (Vos estis lux mundi) của Giáo hoàng Phanxicô đề ngày 24 tháng 5 năm 2025, linh mục Trần Văn Đỉnh được bổ nhiệm làm Thư ký mới cho văn phòng này. Ông cũng ký tên và đóng dấu trong thông báo này trong vai trò Chánh Văn phòng Tòa Giám mục Phát Diệm.

## Ấn bản dịch thuật và thơ ca
Linh mục dịch giả Đình Chẩn hiện là Chủ biên của trang Văn Thơ Công giáo. Tác giả Bùi Công Thuấn, viết trên trang Văn hóa Đất Mới của Ban Văn Hóa Giáo phận Xuân Lộc đánh giá thuộc dòng "thi ca cầu nguyện" và thiên về thi luật. Ngoài các bản dịch thuật, linh mục Đình Chẩn còn có 11 bài thơ và 1 bài văn tế, cũng theo tác giả. Nội dung thơ ca của ông có chủ đề là bà Maria (người Công giáo gọi là Đức Mẹ), thánh Giuse và các thánh tử đạo tại Việt Nam. Ông Thuấn đánh giá cao khả năng khắc họa nhân vật của linh mục Đình Chẩn. Nhà thơ Mai Văn Phấn xếp tên linh mục Đình Chẩn vào danh sách những người đã tạo nên dấu ấn cho nền văn học Công giáo Việt Nam đương đại, cùng mới một số tác giả Công giáo khác như Linh mục Giuse Cao Gia An và các nhà văn Nguyễn Văn Học, Nguyễn Thị Khánh Liên,… Linh mục Đình Chẩn chuyển ngữ nhiều tập sách, tông huấn, tông thư, tự sắc và các áng thơ Công giáo từ tiếng Pháp và tiếng Ý.
Sách đã xuất bản
- Hồn thơ Thiên Linh (dịch thơ thánh nữ Têrêsa Hài Đồng Giêsu; 2018), nhà xuất bản Hồng Đức.[22] Bản dịch này được dựa vào bản tiếng Pháp trong ấn bản kỷ niệm 100 năm ngày thánh nữ qua đời (1997).[23]
- Thần Khúc (Divina Commedia) (Dante Alighieri; biên dịch, 2022), nhà xuất bản Hồng Đức.[24] Ông là dịch giả Công giáo đầu tiên dịch Thần Khúc sang tiếng Việt, và cũng Việt hóa các danh từ riêng (địa danh và tên nhân vật) trong Thần Khúc.[2] Dịch giả đã hoàn thành bản dịch trong vòng 14 năm.[14] Theo nhà thơ Mai Văn Phấn, tác phẩm dịch thuật này được xem là đầy đủ và trung thành với nguyên bản cũng như mang nhiều ý nghĩa cho nền văn học Công giáo tại Việt Nam.[25]
- Tự truyện Hy Vọng (Giáo hoàng Phanxicô, biên dịch; 2025), nhà xuất bản Tôn Giáo.[26] Theo các trang tin của Đại chủng viện Thánh Giuse Hà Nội, Vietnamnet và VNExpress, quyển sách này được Nhà xuất bản Thế giới ấn hành.[27][28][29]

Các thông điệp, tông huấn, tự sắc và chúc thư của các Giáo hoàng
- Thông điệp: In praeclara summorum (Giáo hoàng Biển Đức XV; 1921), với tên Trên đỉnh Hào quang (2021)[30]
- Tự sắc Altissimi Cantus (Giáo hoàng Phaolô VI; 1965), với tên gọi Ca khúc Tuyệt đỉnh (2021).[31]
- Tông thư Candor Lucis Aeternae (Giáo hoàng Phanxicô; 2021), với tên gọi Vẻ huy hoàng của Ánh sáng Vĩnh cửu (2021).[32]
- Tông huấn C’est la confiance (Giáo hoàng Phanxicô; 2023), với tên gọi Chính lòng Tin Cậy (2023).[33][34]
- Chúc thư (Giáo hoàng Phanxicô; 2025).[35]

Các bản thánh thi và kinh cầu Công giáo
- Trường ca Ave Maria (thánh thi Akathistos, truyền thống Phụng vụ Bizantin; phỏng tác).[36]
- Thiên Khúc Thánh Đa Minh (trích Thần Khúc Thiên Đàng, Dante Alighieri; 1300).[37]
- Nếp sinh hoạt Tuần Thánh tại Phát Diệm thời Cụ Sáu (dịch từ Chương VIII sách Le Père Six, curé de Phat-Diem, vice-roi en Annam - Armand Olichon (Cụ Sáu-Cha xứ Phát Diệm, Khâm Sai tuyên phủ sứ) của Đức ông Armand Olichon, 1940).[38]
- Bài Ca Anh Mặt Trời (Cantico di frate Sole, thánh Phanxicô Assisi), dịch năm 2024.[39]
- Lời kinh tận hiến (linh mục Gioan Maria Vianney, dịch năm 2023).[40]

## Giải thưởng
- Giải Nhì cuộc thi "Sen giữa lầy" năm 2010, với tác phẩm Linh mục giữa đời.[41]
- Giải Nhì Văn Hóa Nghệ Thuật Đất Mới năm 2020, với tác phẩm Hồn thơ Thiên linh - Tiên sa Hài đồng Giêsu gồm 62 bài thơ.[42]